# Paşalimanı
Pour les articles homonymes, voir Pasalimani.
Paşalimanı (en turc : Paşalimanı Adası), anciennement Halone (en grec : Αλώνη), est une petite île au sud de la mer de Marmara en Turquie. L'île appartient au district de Marmara de la province de Balıkesir au nord-ouest de la Turquie. Elle abrite cinq villages : Paşalimanı, Poyrazlı, Harmanlı, Balıklı et Tuzla.